# Mirza
|  | Per a altres significats, vegeu «Mirzà». |

Mirza és un gènere de petits lèmurs. Viuen als boscos caducifolis occidentals de Madagascar, sovint a prop de la costa o altres fonts d'aigua. Tenen un pelatge que és marró oliva al dors i gris groguenc al ventre. Originalment, el gènere fou descrit com a única espècie, el lèmur nan de Coquerel (Mirza coquereli, en honor de l'entomòleg francès Charles Coquerel), quan se separà aquest gènere del gènere Microcebus el 1985. El 2005 se'n descrí una segona espècie, el lèmur nan septentrional (Mirza zaza). El 2010 s'anuncià el descobriment d'una nova població a la regió de Berevo-Ranobe, que presenta diferències morfològiques i podria representar una nova espècie.